# Удружење предузетника у Лесковцу
Опште удружење предузетника општине Лесковац јесте удружење занатлија и предузетника на територији Јабланичког округа које има за циљ економско и културно развијање Лесковца и околине.

## Историја
Осим ретких помена у ранијем периоду, Лесковац се за индустријски центар везује после независности Србије у 19. веку кад је био један од најразвијенијих градова, у занатском смислу други по развитку после Крагујевца, а у текстилној индустрији првак у Србији. Две трећине његовог становништва бавило се занатством или трговином. Овај ужурбани развитак града помогло је развијање еснафских и нееснафских удружења законским уредбама из 1882. године. Након тога, Лесковац прераста у прави "Мали Манчестер". Занатлијско удружење лесковачког еснафа основано је 1883, а до њеног укидања 1910. године у граду је постојало више од стотину еснафских удружења: бојаџијска, ковачко-мешовита, качарска, кројачка, зидарска итд. За време "Великог рата", занатски посао у граду је претрпео велике промене, број занатлија и радњи се смањио па је уследила реформа која је предвиђала изградњу занатског дома у Лесковцу који је 20-тих година 20-тог века окупљао занатлије у циљу: Оживљавања занатске производње, усавршавања, и забаве. У дому су се одржавале соколске манифестације, позоришне и биоскопске представе. Надоградњу и улепшавање дом је доживео 1934. године. До Другог светског рата, у Лесковцу и околини било је преко 600 занатских радњи. Након рата, поготово за кратко савезничко бомбардовање 1944. године Лесковац је претрпео страшна разарања. Општим законом о занатству ФНРЈ 1949, одлучено је да се занатска удружења оснивају по територијалном принципу тако да настаје Удружење занатлија за срез лесковачки, иста пракса по територијалном принципу ће се наставити и надаље.
Законом из 1979. године занатлије се удружују у систем привредних комора када Удружење занатлија постаје Опште удружење самосталних привредника и њихових задруга за 6 општина Јабланичког региона. Поменути закон о коморама доживљава измене и допуне 2002. године, када удружење добија данашњи назив Опште удружење предузетника општине Лесковац. Највиши орган удружења представља Скупштина удружења на челу са председником који има функцију и у извршном одбору са још 6 чланова који заједно имају за циљ да заступају иницијативу за: економско и културно развијање Лесковца, иновације у предузетништву, развој предузетничког духа код младих, заступање слободног предузетништва и социјалне правде.